# Danais andribensis
Danais andribensis är en måreväxtart som beskrevs av Anne-Marie Homolle. Danais andribensis ingår i släktet Danais och familjen måreväxter. Inga underarter finns listade i Catalogue of Life.